# Tanktop
En Tanktop er en ærmeløs undertrøje med store ærmehuller og en stor hals til ned omkring brystet. På dansk vil man som regel kalde en tanktop for en undertrøje.

## Slang
I USA kaldes den også for en wife-beater ((engelsk): hustrumishandler). Grunden til at den kaldes en "wife-beater" er, at man ofte ser mænd i trailer parks (lavindkomstbeboelse i USA) iført disse undertrøjer, og at disse individer ofte opfattes at begå hustruvold.
- En man med en A-shirt.
- En kvinde med en spaghettitop.
- En kvinde med en gul tanktop over en hvid undertrøje.
- En kvinde med en tube top.